# Église anglicane du Canada
L'Église anglicane du Canada (en anglais : Anglican Church of Canada) est la seule représentante canadienne de la Communion anglicane.

## Description
L'Église anglicane du Canada est la troisième plus importante Église chrétienne au Canada, avec près de 295 000 membres répartis en trente diocèses. Le recensement de 2021  décompte 1 134 315 personnes qui se définissent comme anglicanes, soit 3,1 pour cent de la population canadienne. En Ontario seul, il y a près d'un demi-million d'anglicans.
En 1994, Victoria Matthews devient la première femme ordonnée évêque dans l’Église anglicane du Canada lorsqu’elle est nommée évêque suffragante du diocèse de Toronto.
L'Église anglicane du Canada compte 10 paroisses francophones.
En 2007, l'Église vit des tensions internes à la suite d'un désaccord sur la bénédiction d'unions homosexuelles.

## Divisions ecclésiastiques
L'Église anglicane du Canada forme quatre provinces ecclésiastiques dans l'Église anglicane.

### Province ecclésiastique du Canada
- Diocèse anglican de Montréal
- Diocèse anglican de Québec
- Diocèse de Fredericton
- Diocèse de la Nouvelle-Écosse et de l'Île-du-Prince-Édouard
- Diocèse du Centre de Terre-Neuve
- Diocèse de l'Ouest de Terre-Neuve
- Diocèse de l'Est de Terre-Neuve et du Labrador

### Province ecclésiastique de la Terre de Rupert
- Diocèse anglican de Calgary
- Diocèse anglican d'Edmonton
- Diocèse anglican de Saskatoon
- Diocèse d'Athabasca
- Diocèse de l'Arctique
- Diocèse de Brandon
- Diocèse de Keewatin
- Diocèse de Qu'Appelle
- Diocèse de la Terre de Rupert
- Diocèse de la Saskatchewan

### Province ecclésiastique de l'Ontario
- Diocèse anglican de Moosonee
- Diocèse anglican d'Ottawa
- Diocèse anglican de Toronto
- Diocèse d'Algoma
- Diocèse d'Huron
- Diocèse de Niagara
- Diocèse de l'Ontario

### Province ecclésiastique de la Colombie-Britannique et du Yukon
- Diocèse de Caledonia
- Diocèse de Colombie-Britannique
- Diocèse de Kootenay
- Diocèse de New Westminster
- Diocèse du Yukon
- Paroisses anglicanes du Centre Intérieur

## Primat
La province ecclésiastique anglicane du Canada est dirigée par un primat depuis 1893.
|     | Nom                | Dates        | Diocèse                                       |
| --- | ------------------ | ------------ | --------------------------------------------- |
| 1er | Robert Machray     | 1893–1904    | Terre de Rupert                               |
| 2e  | William Bond       | 1904–1906    | Montréal                                      |
| 3e  | Arthur Sweatman    | 1907–1909    | Toronto                                       |
| 4e  | Samuel Matheson    | 1909–1931    | Terre de Rupert                               |
| 5e  | Clarendon Worrell  | 1931–1934    | Nouvelle-Écosse et de l'Île-du-Prince-Édouard |
| 6e  | Derwyn Owen        | 1934–1947    | Toronto                                       |
| 7e  | Frederick Kingston | 1947–1950    | Nouvelle-Écosse et de l'Île-du-Prince-Édouard |
| 8e  | Walter Barfoot     | 1950–1959    | Edmonton et Terre de Rupert                   |
| 9e  | Howard Clark       | 1959–1971    | Edmonton et Terre de Rupert                   |
| 10e | Ted Scott          | 1971–1986    | Kootenay, 1966–1971                           |
| 11e | Michael Peers      | 1986–2004    | Qu'Appelle, 1977–1986                         |
| 12e | Andrew Hutchison   | 2004–2007    | Montréal, 1990–2004                           |
| 13e | Fred Hiltz         | 2007–2019    | Nouvelle-Écosse et de l'Île-du-Prince-Édouard |
| 14e | Linda Nicholls     | 2019–présent | Huron                                         |

## Identité visuelle

Le drapeau de l'Église anglicane du Canada
L'insigne de l'Église anglicane du Canada